# Stathelle
59°0′45″N 9°33′46″Ø / 59.01250°N 9.56278°Ø
Stathelle er en by i Bamble kommune i Vestfold og Telemark fylke i Norge. Byen har omkring 8.000 indbyggere, og ligger på vestsiden stedet hvor Langesundsfjorden, Frierfjorden og Eidangerfjorden mødes og er den øvre del af Langesundshalvøen. Byen var tidligere et ladested under Skien , og selvstændig kommune indtil 1964 da den blev en del af Bamble kommune. Via Breviksbroen (riksvei 354, tidl. E18) og Grenlandsbroen (E18) har Stathelle forbindelse med Porsgrunn kommune. Stathelle regnes af Statistisk Sentralbyrå som en del af den store flerkerneby i Grenland, som de kalder Porsgrunn/Skien. Det bor godt 105.000 mennesker i Grenland. Stathelle ligger ca. 160 km sydvest for Oslo.

«Gamle Stathelle» er et pittoresk område med trange gader. Brotorvet Shoppingsenter er et moderne indkøbscenter i byens centrum. På Rugtvedt på den anden side af Høgenheifjellet er der et stenaldermonument.

## Skoler
På Grasmyr udenfor Stathelle ligger Bamble videregående skole og Grasmyr ungdomsskole. Et andet uddannelsessted er Gjermundsholmen (Croftholmen) i nedre Stathelle, hvor Croftholmen videregående skole for værkstedsfag holdt til. Bamble hovedbibliotek ligger også i Stathelle.